# Stazione di Tropea
La stazione di Tropea è una stazione ferroviaria posta sulla tratta storica costiera (detta appunto via Tropea) della ferrovia Tirrenica Meridionale, serve l'omonima città.

## Storia
La stazione fu aperta il 6 giugno 1894 all'attivazione della tratta Ricadi–Pizzo della ferrovia Tirrenica Meridionale.
Dal 1972, con l'apertura della variante diretta Eccellente–Rosarno, l'importanza della stazione di Tropea è diminuita in quanto la linea storica costiera è utilizzata quasi esclusivamente dal traffico regionale.

## Movimento
La stazione è servita dai treni regionali operanti sulla relazione Lamezia Terme-Rosarno, che in occasione della stagione estiva assumono la denominazione di "Tropea Line", da una coppia di InterCity Notte Reggio Calabria-Torino e da 2 coppie estive di InterCity Reggio Calabria-Roma.

## Caratteristiche
La stazione ha all'attivo 3 binari con servizio prevalentemente passeggeri e alcuni tronchini in disuso per il magazzino merci.

## Riproduzione in plastico
Nel 2010 i soci del Gruppo Fermodellistico Tropeano hanno realizzato in scala 1/87 il plastico della stazione di Tropea riprodotto come era durante i primi anni '70, esponendolo presso la sede sociale dell'associazione.

## Servizi
La stazione dispone di:
- Servizi igienici
- Accessibilità per portatori di handicap
- Taxi
- Parcheggio
- Annuncio sonoro arrivo e partenza treni (in lingua italiana ed inglese)
- Sala d'attesa

## Galleria d'immagini

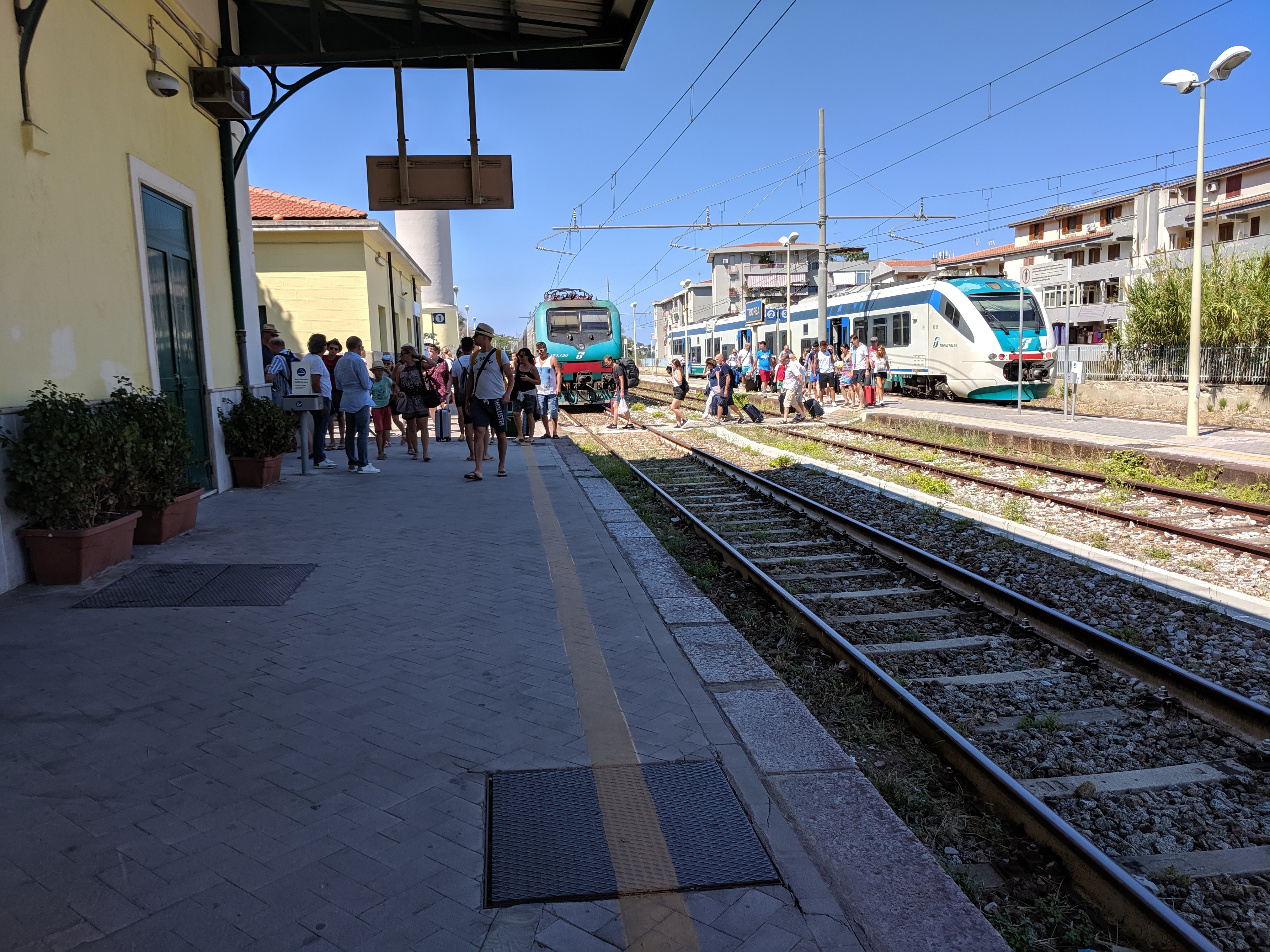
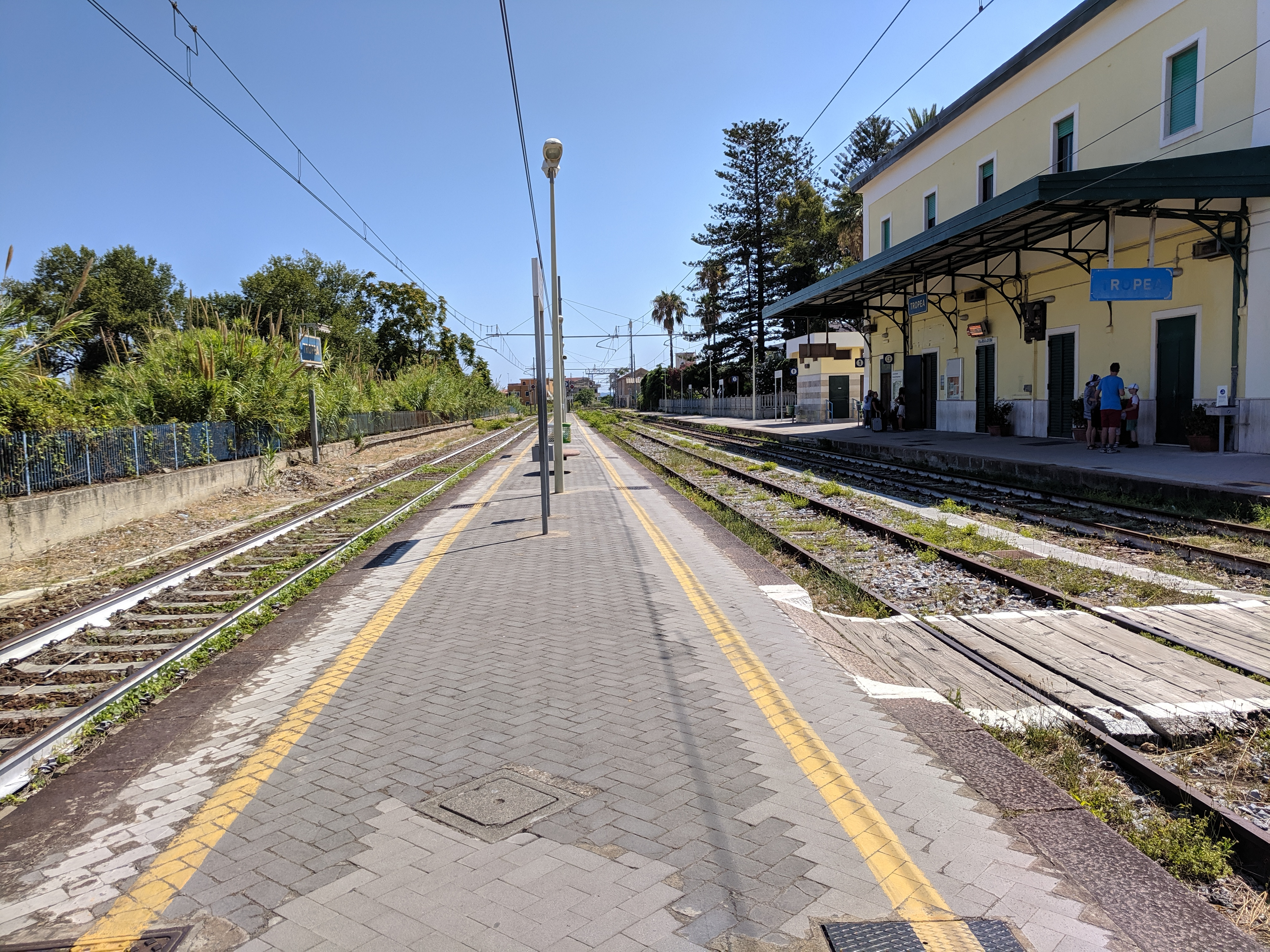
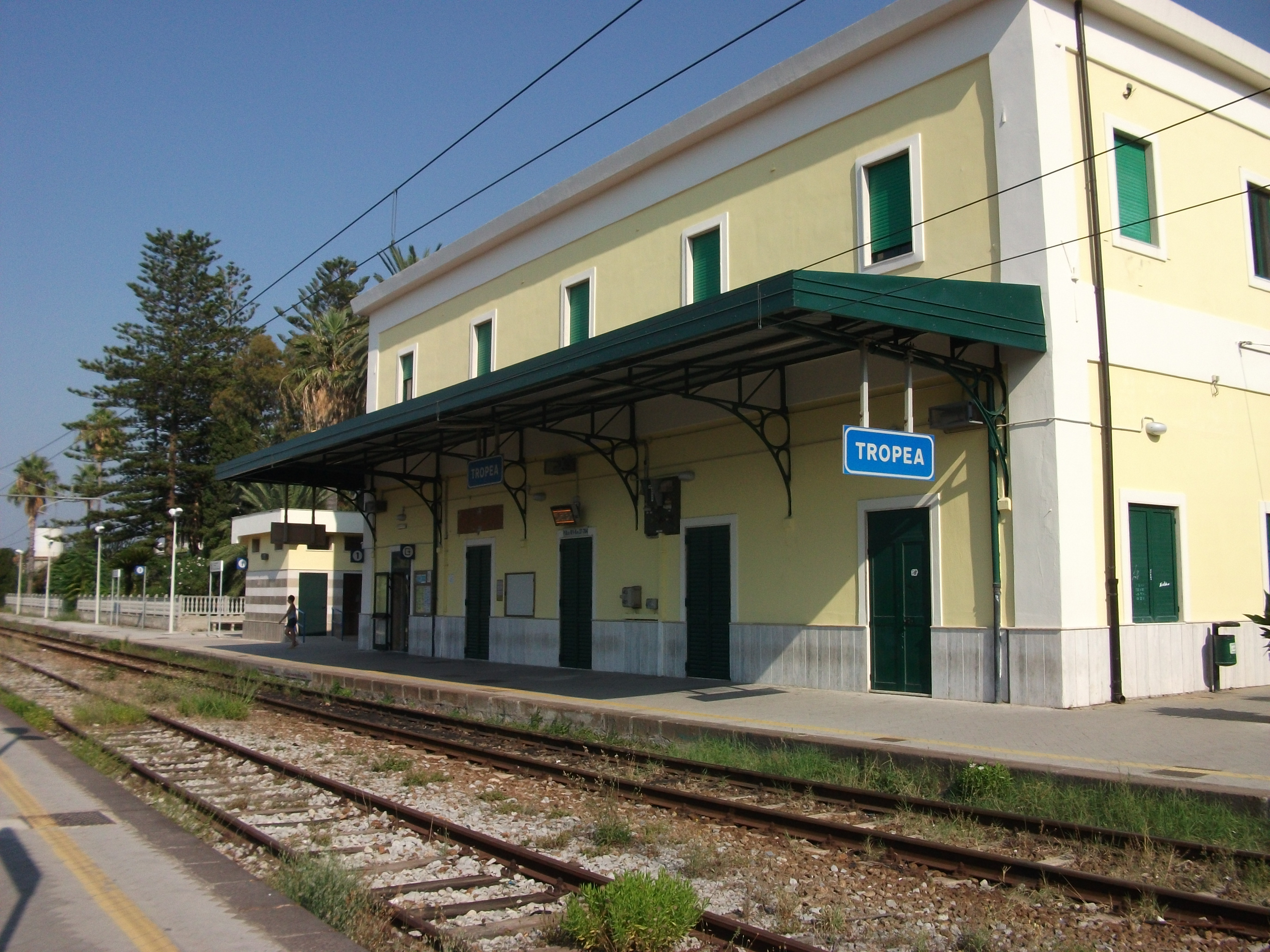